# GO太くん
GO太くん（ごーたくん）は、五稜郭タワー株式会社の公式イメージキャラクター。

## 概要
- 新五稜郭タワー開業を記念して、2006年12月1日のグランドオープンにあわせてデビューしたものである。
- 身体は新五稜郭タワーの形を擬人化した風貌で、頭頂部は展望台と同じ五角形をしており避雷針がついている。
- 2006年の4月から5月にかけて全国からデザインを公募、応募総数644点の中から最優秀賞を決定。
- デザイン公募の最優秀賞には、新潟県在住の方のデザインが選ばれる。
- 「GO太くん」の愛称は地元の函館市、北斗市、七飯町の小学生から募集。
- 愛称は、応募総数110点の中から函館市在住の小学4年生によるものが選ばれる。
- 愛称の意味は、GOはレッツゴーの「ゴー」と五稜郭の「ご」、「太」はタワーの「タ」。
- オリジナルグッズは、五稜郭タワー売店と五稜郭タワー公式サイトのみで発売中。
- 毎週土日と祝日には、1階アトリウムと、たまに展望台に登場する。（11月 - 3月は休み。）
- （公財）志木市文化スポーツ振興公社の公式イメージキャラクター「カパル」をリスペクトしている。
- 交野市星のまち観光協会所属の観光マスコットキャラクター「星のあまん」とは大親友である。
- ウェザーニュースのウェザーリポートに参加、同社予報センターの気象予報士「山口剛央」氏と「宇野沢達也」氏、「川畑玲」氏を推している。
- 語尾に「ご」「ごー」とつけることがある。

## プロフィール
- 名前：GO太くん
- 生年月日：2006年12月1日（18歳）（ちなみに同日は五稜郭タワーの創業記念日）
- 性別：男の子
- 身長：107メートル
- 体重：1,200トン
- 性格：陽気で明るい働き者
- チャームポイント：頭の上にある避雷針と航空灯
- 趣味：タワーめぐり・カフェを楽しむ・五稜郭と函館市街の展望
- 特技：LEDで時報を知らせること
- 好きなタイプ：明るい人
- 好きな曲：星に願いを
- 好きな食べ物：チョコレート
- 好きな言葉：まごころ
- 憧れの人：武田斐三郎
- お友達：
  - テレビ父さん（さっぽろテレビ塔）
  - ぽ〜とくん（千葉ポートタワー）
  - ノッポンブラザーズ（東京タワー）
  - のっぴ⤴（東山スカイタワー）
  - ミズリン（ツインアーチ138）
  - ビリケンさん（通天閣）
  - たわわちゃん（京都タワー）
  - キャプテンタワー君（神戸ポートタワー）
  - そららちゃん（空中庭園展望台）
  - フータくん（福岡タワー）
  - ゆめたん（海峡ゆめタワー）
  - トリピー（夢みなとタワー）
  - 別府三太郎（別府タワー）
- 夢：タワー界のスターになる
- 座右の銘：一期一会
- 好きな場所：エレベーターホールとかアトリウム

## 主なメディア・イベント出演
2012年
- 12月3日 - 日本テレビの番組「月曜から夜ふかし」の「長崎VS函館の夜景戦争　村上とマツコに函館市民が夜景を見せたいと言っている件」で、函館山からの中継（ロケ）という形でGO太くんが出演。[1]

2013年
- 10月26日〜10月27日 - 苫小牧青年会議所創立60周年イベント「北海道ご当地サミットinとまこまい」に参加。[2]

2014年
- 5月13日 - 函館市千代台公園野球場 （オーシャンスタジアム）で開催された、プロ野球パリーグ公式戦「北海道日本ハムファイターズ対埼玉西武ライオンズ戦」の始球式にGO太くんが登板。[3]

2016年
- 1月30日 - 放送されたテレビ東京の番組「北陸・青森・函館へ!パパママ&女子会の旅」の「温泉満喫の旅★女子会:青森・函館　女磨きの旅」で、五稜郭タワーの展望台にてGO太くんが、佐藤藍子、石川梨華、杉原杏璃と出演。[4]
- 3月3日〜3月4日 - そごう徳島店「春の北海道物産展」にGO太くんが登場。[5]
- 3月11日〜3月13日 - 公益社団法人青森県観光連盟主催のイベント「つながる青森・みなみ北海道フェア in アスパム」にGO太くんが、あおもり観光マスコットキャラクターのいくべぇと一緒に登場。[6]
- 6月26日 - 交野市おりひめの駅運営委員会主催「交野いきいきマルシェおりひめの駅 with キャラパ in KATANO」にGO太くんが登場。[7]
- 10月10日 - 青森市文化観光交流施設・ねぶたの家ワ・ラッセ主催「あおもりマスコットキャラ 秋の体育祭 in ワ・ラッセ」に特別ゲストとして登場。[8]

2017年
- 7月8日〜7月9日 - ご当地キャラふれんどフェスティバルinとまこまい実行委員会（苫小牧市まちづくり推進課）主催「ご当地キャラふれんどフェスティバルinとまこまい」に参加。[9]

2021年
- 10月17日 - 交野市星のまち観光協会主催「キャラパ in KATANO 5th Anniversary」にGO太くんが登場。[10]

2022年
- 11月5日〜11月6日 - 交野市星のまち観光協会・笠やん倶楽部主催・笠置まちづくり㈱協催「かたの・かさぎキャラキャラ散歩&LIVE秋の陣」にGO太くんが登場。[11]

2023年
- 7月14日 - STV札幌テレビ放送の番組「どさんこワイド179」の「夏の観光応援中継! どさんこキャラバン in 函館」にて、金森赤レンガ倉庫からの生中継で、GO太くんが出演。[12]

## 登場アプリ・ゲームソフト
- ご当地キャラクターコレクション「コレキャラ」（株式会社ピース制作、スマートフォン、2013年3月21日）[13]
- 観光地紹介アプリ「観光地ですよ。 ご当地キャラ100人に聞きました」（株式会社PIVOT制作、スマートフォン、2013年6月29日）[14]
- スマホアプリ「ご当地キャラコレ」（トヨタメディアサービス株式会社制作、スマートフォン、2014年8月29日）[15]
- スマホアプリ「はじける!ご当地キャラクター＆ポップ」（Ryo Masuda制作、スマートフォン、2014年11月19日）[16]
- スマホアプリ「スタンプカメラ－楽しく撮影、キャラクターカメラ－」（アイティオール株式会社制作、スマートフォン、2016年3月16日）[17]
- スマホアプリ「ておしずもう」（株式会社プロリード制作、スマートフォン、2019年5月8日）[18]
- ゲームソフト「デーモンクリスタル2 ナイザー」（販売：有限会社レジスタ・制作：YMCAT、Nintendo Switch、2019年3月28日）[19]
- ゲームソフト「ソフィア」（販売：有限会社レジスタ・制作：YMCAT、Nintendo Switch、2021年5月6日）[20]

## ゆるキャラ®グランプリ過去ランキング
- ゆるキャラ®グランプリ2012のランキングは、865キャラ中 300位、北海道11位（35キャラ中）だった。（得票数2,131票）[21]
- ゆるキャラ®グランプリ2013のランキングは、1,580キャラ中、総合379位、ご当地343位、北海道16位（66キャラ中）だった。（得票数4,815票）[22]
- ゆるキャラ®グランプリ2014のランキングは、1,699キャラ中、総合432位、ご当地327位、北海道15位（72キャラ中）だった。（得票数4,044票）[23]
- ゆるキャラ®グランプリ2015のランキングは、1,727キャラ中、総合487位、ご当地322位、北海道19位（61キャラ中）だった。（得票数4,856票）[24]
- ゆるキャラ®グランプリ2016のランキングは、1,421キャラ中、総合208位、ご当地129位、北海道6位（51キャラ中）だった。（得票数14,511票）[25]
- ゆるキャラ®グランプリ2017のランキングは、ご当地107位（681キャラ中）、北海道5位（27キャラ中）。（参加総数1,158キャラ、得票数7,678票）[26]
- ゆるキャラ®グランプリ2018のランキングは、ご当地104位（507キャラ中）、北海道10位（36キャラ中）。（参加総数909キャラ、得票数4,753票）[27]